# 점핏
사람인에이치알에서 2021년 3월 론칭한 개발자 채용 플랫폼이다.
점핏(jumpit)은 '뛰다, 도약하다'라는 뜻의 영단어 Jump와 IT(Information Technology)를 결합한 단어이다.
IT 개발자의 커리어 향상과 기업 고객의 IT인재 채용을 통한 발전의 의미를 내포하고 있다.

## 서비스 소개
개발자 직무뿐만 아니라 기술스택을 기반으로 채용 공고 게재와 입사 지원이 가능한 신개념 개발자 채용 플랫폼이다.
같은 직무라도 회사ㆍ업계ㆍ트렌드 등에 따라 요구되는 기술스택이 천차만별인 IT 개발 직무의 특성을 반영하고 명확한 직무와 기술스택을 통해 개발자와 기업이 빠르고 정확하게 매칭되도록 한다.
- 점핏을 통해 개발자로 취업 및 이직을 성공하면 '취업축하금'도 혜택으로 제공된다.
- 개발자 채용 포지션 이외에 개발자를 위한 다양한 콘텐츠도 있다.
- IT분야에 전문성을 갖춘 점핏 헤드헌터가 후보자 추천 및 입사확정까지 채용의 전 과정을 케어해준다.
- 점핏에 게재되는 공고는 사람인 플랫폼에도 동시 게재된다.